# Siarczek cynku
Siarczek cynku, ZnS  – nieorganiczny związek chemiczny, sól beztlenowa kwasu siarkowodorowego i cynku na II stopniu utlenienia.
Jest to biała substancja krystaliczna, o budowie jonowej. Sublimuje w temperaturze od 1200 °C, pod ciśnieniem 15 MPa. Topi się w temperaturze 1850 °C. Nierozpuszczalny w wodzie i słabych kwasach organicznych. Roztwarza się w mocniejszych kwasach z wydzieleniem siarkowodoru. Występuje w postaci minerałów: sfalerytu i wurcytu.

## Otrzymywanie
Można go otrzymać w wyniku reakcji:
- metalicznego cynku z siarką po podgrzaniu:

Zn + S → ZnS
- rozpuszczalnego siarczku, np. Na
2S, z rozpuszczalną solą cynku, np. ZnSO
4:

ZnSO4 + Na2S → ZnS↓ + Na2SO4

## Zastosowanie
Syntetyczny siarczek cynku stosuje się w przemyśle do produkcji pigmentu – litoponu, nietoksycznego, o dobrej zdolności kryjącej.
Siarczek cynkowy z domieszką soli miedzi lub srebra jest stosowany do pokrywania ekranów w kineskopach oraz jako scyntylator do pomiaru promieniowania jonizującego. W analizie chemicznej otrzymywany w celu oddzielania i odznaczania cynku.